# Amphisbaena amazonica
Amphisbaena amazonica es una especie de reptil de la familia Amphisbaenidae, nativa los estados de Pará y Amazonas (Brasil) y del departamento de Amazonas (Colombia).